# مقاطعة كاوناس
مقاطعة كَونَس أو (نقحرة: كاوناس) هي واحدة من عشر مقاطعات ليتوانيا. تقع في وسط البلاد؛ عاصمتها كَونَس. في يوم 1 يوليو عام 2010، تم إلغاء حكومة المقاطعة، ومنذ ذلك اليوم، بقيت مقاطعة كَونَس كوحدة إقليمية إحصائية.